# Handbook of American Indians North of Mexico
Das Handbook of American Indians north of Mexico  (Handbuch der Indianer nördlich von Mexiko) wurde von  Frederick Webb Hodge (1864–1956) herausgegeben, es erschien in zwei Teilen in zwei Bänden im Smithsonian Institution Bureau of American Ethnology Bulletin 30 (Washington, Government Printing, 1907–1910) mit 971 und 1221 Seiten. Einem Begleitschreiben (Letter of Transmittal) zufolge enthält das alphabetisch geordnete Handbuch eine beschreibende Liste der Bestände, Konföderationen, Stämme, Stammesbereiche und Siedlungen nördlich von Mexiko (einschließlich der Eskimo), zusammen mit den verschiedenen Namen, unter denen diese bekannt sind, zusammen mit Biografien bemerkenswerter Indianer,  Skizzen ihrer Geschichte, Archäologie, Sitten, Künste, Gebräuche und Institutionen sowie die in die englische Sprache aufgenommenen Ureinwohnerwörter.
Bereits 1912 wurde die vierte Auflage herausgegeben, die in vier Bände aufgeteilt war.